# Ludwig Matthäi
Ludwig Eduard Robert Matthäi (* 21. Februar 1813 in Halbendorf bei Striegau; † 16. März 1897 in Rawitsch) war ein deutscher Jurist und Politiker.

## Leben
Als Sohn eines ehemaligen Gutsbesitzers geboren, studierte Matthäi nach dem Besuch des Gymnasiums in Schweidnitz von 1832 bis 1834 Rechtswissenschaften in Breslau. Während seines Studiums wurde er 1830 Mitglied der Alten Breslauer Burschenschaft Arminia, der er als Sprecher vorstand. Unter anderem zusammen mit Wilhelm Wolff gehörte er dem politischen Flügel der Burschenschaft an, weshalb er 1834 im Zuge der Demagogenverfolgung verhaftet wurde. 1835 wurde er wieder freigelassen, im Dezember 1835 jedoch vom Kammergericht Berlin zu Amtsunfähigkeit und sechs Jahren Festungsarrest verurteilt wurde. Die Strafe wurde später verkürzt. Er saß sie von September 1836 bis September 1837 im Gefängnis von Breslau ab. Nachdem er seine Anstellungsfähigkeit wiedererlangt hatte sowie sein Studium und Referendariat in den 1840er Jahren abschließen konnte, war er als Assessor am Oberlandesgericht Breslau tätig. 1846 wurde er Bürgermeister von Lauban in Schlesien und setzte sich dort bei der Revolution von 1848/49 als einer der Anführer die demokratischen Bewegung ein. 1848 nahm er als Abgeordnetenstellvertreter der preußischen Vereinbarungsversammlung an deren Sitzung und Abstimmungen teil. Er gehörte der äußersten Linken an und wurde Mitglied der Petitionskommission des Parlaments, welche die "Adresse gegen den Staatsstreich der Regierung" verfasste. Als eine Form des Protestes setzte er durch, dass die Stadt Lauban zeitweilig keine Steuern mehr abführte. 1849 wurde er in die Preußische Zweite Kammer gewählt, wo er sich der entschiedenen Linken anschloss. Wegen seiner revolutionären Ansichten und Handlungen wurde er von der Liegnitzer Bezirksregierung als Kommunalbeamter in Frage gestellt, jedoch 1851 erneut zum Bürgermeister gewählt. Diese Wahl wurde von der Regierung jedoch nicht bestätigt und er trat aus dem Kommunaldienst aus. Bis 1859 war er als Rechtsanwalt in Berlin tätig und wurde dann Anwalt und Notar beim Landgericht in Lissa bzw. Posen. 1874 wurde er Justizrat.